# Джаспер (Алабама)
Джаспер (англ. Jasper) — місто (англ. city) в США, в окрузі Вокер штату Алабама. Окружний центр та найбільший населений пункт округу. Населення — 14 572 особи (2020).

## Географія
Джаспер розташований за координатами 33°51′18″ пн. ш. 87°16′15″ зх. д. / 33.85500° пн. ш. 87.27083° зх. д. (33.854951, -87.270740).  За даними Бюро перепису населення США в 2010 році місто мало площу 73,93 км², з яких 73,71 км² — суходіл та 0,22 км² — водойми.

## Демографія
Згідно з переписом 2010 року, у місті мешкали 14 352 особи в 5760 домогосподарствах у складі 3831 родини. Густота населення становила 194 особи/км².  Було 6478 помешкань (88/км²).
Расовий склад населення:
| - 81,3 % — білих - 13,4 % — чорних або афроамериканців - 0,7 % — азіатів - 0,3 % — корінних американців - 0,2 % — вихідців з тихоокеанських островів - 2,7 % — осіб інших рас |

До двох чи більше рас належало 1,4 %. Частка іспаномовних становила 4,4 % від усіх жителів.
За віковим діапазоном населення розподілялося таким чином: 21,5 % — особи молодші 18 років, 60,2 % — особи у віці 18—64 років, 18,3 % — особи у віці 65 років та старші. Медіана віку мешканця становила 41,5 року. На 100 осіб жіночої статі у місті припадало 90,3 чоловіків;  на 100 жінок у віці від 18 років та старших — 86,6 чоловіків також старших 18 років.
Середній дохід на одне домашнє господарство  становив 57 005 доларів США (медіана — 39 695), а середній дохід на одну сім'ю — 66 280 доларів (медіана — 49 972). Медіана доходів становила 52 070 доларів для чоловіків та 33 636 доларів для жінок. За межею бідності перебувало 22,3 % осіб, у тому числі 34,0 % дітей у віці до 18 років та 12,2 % осіб у віці 65 років та старших.
Цивільне працевлаштоване населення становило 5564 особи. Основні галузі зайнятості: освіта, охорона здоров'я та соціальна допомога — 24,1 %, роздрібна торгівля — 13,9 %, виробництво — 10,7 %, мистецтво, розваги та відпочинок — 8,4 %.